# Внутренние войска МВД Казахстана
Внутренние войска Министерства внутренних дел Республики Казахстан (1992—2014, каз. Қазақстан  Iшкi iстер министрлігi iшкi әскері) — существовали в Казахстане до 21 апреля 2014 г., когда были преобразованы в Национальную гвардию Казахстана, входящую в единую систему органов внутренних дел. Общая численность сотрудников МВД РК по данным из разных источников достигала 145 000 человек.

## История

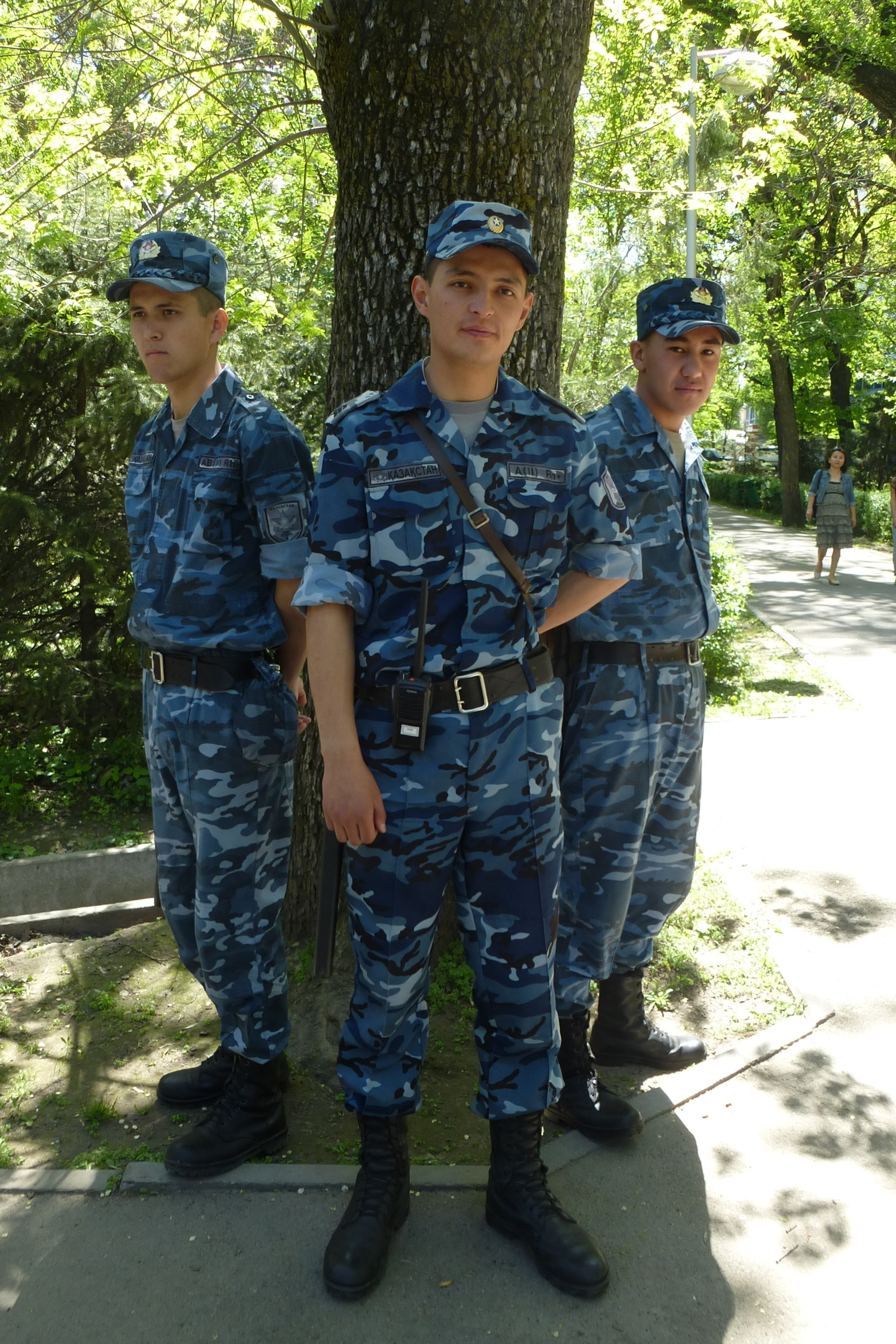
Военнослужащие Национальной гвардии Казахстана на патрулировании. г.Алматы. Май 2014.

Важные события в историй Внутренних войск Казахстана
- 10 января 1992 года  Указом Президента Республики Казахстан  Нурсултана Назарбаева были образованы Внутренние войска МВД Республики Казахстан.
- 1 июля 1998 года в Астане Верховный Главнокомандующий Республики Казахстан Нурсултан Назарбаев вручил двум частям столичного гарнизона Боевые знамёна.
- 2009 году Внутренние войска приняли активное участие в совместном стратегическом командно-штабном учении «Взаимодействие-2009» на полигоне «Матыбулак», с привлечением подразделений, входящих в состав Коллективных сил оперативного реагирования ОДКБ.
- Весной 2010 года военнослужащие воинской части 5514 совместно с сотрудниками МЧС, департамента по делам обороны и военнослужащими Министерства обороны оказывали помощь жителям поселка Кызылагаш Алматинской области, пострадавшего от прорыва дамбы.
- С 2010 года Внутренние войска приступили к выполнению задачи по обеспечению, образованных Указом Президента Республики Казахстан, специализированных межрайонных судов, которые рассматривают уголовные дела за совершение тяжких и особо тяжких преступлений.[1]
- 21 апреля 2014 г., ВВ МВД РК были преобразованы[2] в Национальную гвардию Казахстана, входящую в единую систему органов внутренних дел.

## Задачи
Внутренние войска Министерства внутренних дел Республики Казахстан являются частью единой системы органов внутренних дел Республики Казахстан. Принцип деятельности Внутренних войск закрепленной  в законодательстве Казахстана является обеспечения безопасности личности, общества и государства, защиты прав и свобод человека и гражданина от преступных и иных противоправных посягательств.
Задачами Внутренних войск являются:
· охрана важных государственных объектов и специальных грузов при перевозке;
·  осуществление контроля и надзора за поведением лиц, содержащихся в исправительных учреждениях, за исключением предназначенных для отбывания наказания осужденных женщин, несовершеннолетних, тюрем и следственных изоляторов, а также граждан, находящихся на их территории;
·  охрана исправительных учреждений, за исключением предназначенных для отбывания наказания осужденных женщин, несовершеннолетних, тюрем и следственных изоляторов;
·   конвоирование осужденных и лиц, заключенных под стражу;
·   участие совместно с органами внутренних дел в охране общественного порядка, пресечении массовых и групповых нарушений общественного порядка, обеспечении общественной безопасности и правового режима чрезвычайного положения, правового режима антитеррористической операции, участие в проведении антитеррористической операции, участие в ликвидации последствий чрезвычайных ситуаций (стихийных бедствий, крупных аварий и катастроф);
·   выполнение отдельных задач в системе территориальной обороны Республики Казахстан в военное время;
·   борьба с незаконными вооруженными формированиями;
·   пресечение особо опасных правонарушений, диверсий, актов терроризма, вооруженных столкновений и разъединение противоборствующих сторон;
·   решение других задач, возложенных на Внутренние войска законодательством Республики Казахстан.

## Командование
В разные годы должность Командующего Внутренними войсками МВД Республики Казахстан занимали следующие генералы:
- генерал-майор Владимир Викторович Гордеев — январь 1991 — октябрь 1992;
- генерал-майор Филистович Алексей Игнатьевич — октябрь 1992 — сентябрь 1994;
- генерал-лейтенант Джанасаев Булат Бахитжанович — сентябрь 1994 — октябрь 1995;
- генерал-полковник Сулейменов Каирбек Шошанович — октябрь 1995 — декабрь 2000;
- генерал-майор Искаков Болат Газизович — декабрь 2000 — январь 2002;
- генерал-полковник Сулейменов Каирбек Шошанович — январь 2002 — август 2008;
- генерал-майор Жаксылыков Руслан Фатихович — сентябрь 2008 — апрель 2014.

Примечание: 
1. в период с декабря 1995 и по сентябрь 2003 года, должности главы МВД РК и Командующего ВВ МВД РК — совмещались;
2. с января 2013 года, с появлением региональных командований, должность была переименована в Главнокомандующий ВВ МВД РК.

## Высшие учебные заведения внутренних войск
- Высшее военное училище Внутренних войск Министерства внутренних дел Республики Казахстан

## Флаг и символ
Внутренние войска имеют флаг и символ. Региональные командования, соединения и воинские части Внутренних войск имеют боевые знамёна установленного образца.